# Штаттерсдорф
Штаттерсдорф (нем. Stattersdorf) — город в Австрии, в федеральной земле Нижняя Австрия.
Входит в состав округа Санкт-Пёльтен. Население 2032 чел. Занимает площадь 4,91 км². Официальный код — 3 02 01.